# Pusztamolyfélék
A pusztamolyfélék (Brachodidae avagy Atychiidae) a valódi lepkék (Glossata) alrendjébe tartozó Heteroneura alrendág Sesioidea öregcsaládjának egyik családja meglehetősen kevés (mintegy száz) fajjal. Egyes rendszerezők a Cossoidae öregcsaládba sorolják őket.

## Származásuk, elterjedésük
A család fajai az antarktikus kivételével a Föld valamennyi faunabirodalmában megtalálhatók. Európában egyetlen nemük, a névadó pusztamoly (Brachodes) 15 faja fordul elő.

## Megjelenésük, felépítésük
Viszonylag kis termetű, zömök molylepkék.

## Életmódjuk, élőhelyük
Kárpát-medencei fajaik főleg pusztákon, füves, homokos területeken élnek. Gazdasági jelentőségük nincs.

## Magyarországi fajok
Hazánkban mindössze három fajuk él:
- magyar pusztamoly (Brachodes appendiculatus, B. appendiculata Esper, 1783) — Magyarországon többfelé előfordul (Mészáros, 2005; Pastorális, 2011; Pastorális & Szeőke, 2011);
- közönséges pusztamoly (Brachodes pumila Ochsenheimer, 1808) — Magyarországon szórványos (Pastorális, 2011);
- apró pusztamoly (Brachodes nana Treitschke, 1834) — Magyarországon szórványos (Fazekas, 2001; Pastorális, 2011; Pastorális & Szeőke, 2011);